# Puusaari (ö i Södra Karelen)
Puusaari är en ö i Finland. Den ligger i sjön Kivijärvi och i kommunen Luumäki i den ekonomiska regionen  Villmanstrands ekonomiska region  och landskapet Södra Karelen, i den södra delen av landet, 170 km nordost om huvudstaden Helsingfors. Öns största längd är 0,8 kilometer i sydväst-nordöstlig riktning.